# Tebing Tinggi (Mulak Ulu)
Tebing Tinggi is een bestuurslaag in het regentschap Lahat van de provincie Zuid-Sumatra, Indonesië. Tebing Tinggi telt 328 inwoners (volkstelling 2010).